# Порада Олексій Миколайович
Олексій Миколайович Порада (17 червня 1928, Кривий Ріг — 10 лютого 2001, Запоріжжя) — доктор технічних наук, професор, дійсний член Академії інженерних наук України, академік Нью-Йорської академії наук, заслужений машинобудівник України, Народний депутат України, Герой Соціалістичної Праці, почесний громадянин Запоріжжя.

## Біографія
Народився 17 червня 1928 року в місті Кривому Розі (нині Дніпропетровської області) в сім'ї робітників, українець. У 1946—1951 роках навчався в Дніпропетровському металургійному інституті, отримав спеціальність, інженера-металурга.
У 1951—1964 роках — майстер, начальник зміни, старший майстер, заступник начальника цеху, начальник сталеплавильного цеху заводу «Дніпроспецсталь». Член КПРС з 1957 року.
У 1964—1998 роках — директор Запорізького заводу абразивних матеріалів, генеральний директор концерну «Запоріжабразив», голова правління ВАТ «Запорізький абразивний комбінат». У 1997—2000 роках — голова ради засновників «Тавридабанку».
Був делегатом XXVI з'їзду КПУ; депутатом Запорізької обласної ради; делегатом XVII з'їзду Профспілок СРСР; членом правління Запорізької господарчої організації «Співдружність».
У березні 1990 року обраний Народним депутатом України 1-го скликання. До груп, фракцій не входив. Був членом Комісії Верховної Ради України з питань розвитку базових галузей народного господарства.
Автор 90 наукових праць, зокрема співавтор книги «Электротермия неорганических материалов».
Помер 10 лютого 2001 року у Запоріжжі.

## Відзнаки
Герой Соціалістичної Праці (з 1981 року), нагороджений двома орденами Леніна, орденом Жовтневої Революції, орденом Трудового Червоного Прапора.
Заслужений машинобудівник України (з 1993 року). Лауреат Державної премії України в галузі науки і техніки (1996). Почесний громадянин Запоріжжя (звання присвоєно рішенням Запорізької міської ради № 14 від 29 січня 1998 року). 